# لوکا کاستلاتزی
لوکا کاستلاتزی (به ایتالیایی: Luca Castellazzi) دروازه‌بان کهنه کار ایتالیایی متولد ۱۹ ژوئیه ۱۹۷۵ ذخیره مطمئنی برای خولیو سزار در دروازه اینتر است. او فوتبال را به‌طور حرفه‌ای در تیم مونزا آغاز کرد و سپس در سری سی۱ و سی۲ و سری ب با پادوا و پاسکارا گذراند و به برشا پیوست.

## دوران باشگاهی
برشا:
کاستلاتزی در سال ۲۰۰۰ به تیم تازه صعود کرده برشا پیوست. او اولین بازیش در سری آ را در روز ۲۱ ژانویه ۲۰۰۱ برابر ویچنزا انجام داد. در فصل ۲۰۰۲-۲۰۰۱ او در دروازه‌بان اصلی تیم بود ولی سال بعد جایش را به متئو سرنی داد. پس از دو فصل قرض داده شدن به رجینا و کاتانیا بالاخره در فصل ۲۰۰۵-۲۰۰۴ دروازه‌بان اصلی تیم شد و ۳۸ بازی در طول فصل انجام داد.

## سمپدوریا
پس از سقوط برشا به سری ب، در تابستان ۲۰۰۵ به عنوان بازیکن آزاد با قرارداد ۲ ساله به سمپدوریا پیوست و شماره ۱ را از لوئیجی ترچی گرفت. در اولین سال او ذخیره فرانچسکو آنتونیولی معروف بود و تنها ۳ بازی انجام داد.
در دومین فصل حضورش در سمپدوریا جای خود را در ترکیب اصلی محکم، و قراردادش را تا تابستان ۲۰۱۰ تمدید کرد. بعد از مصدومیت در فصل ۲۰۱۰-۲۰۰۹ به اینتر پیوست.

## اینتر
در روز ۱۷ ژوئن ۲۰۱۰ کاستلاتزی به قهرمان سری‌آ، کوپا ایتالیا و جام باشگاههای اروپا در فصل ۲۰۱۰-۲۰۰۹ پیوست و جانشین فرانچسکو تولدوی کبیر شد.